# Benito Martínez
Benito José Martínez (Santa Fe, virreinato del Río de la Plata, 1788 - Buenos Aires, Argentina, 1856) fue un militar argentino que participó en la guerra de independencia y en las guerras civiles de su país. Era hermano de Juan Apóstol, Nicomedes y Anacleto Martínez, todos ellos militares que llegaron al grado de coronel.
Se enroló en el ejército español en la Compañía de Blandengues de Santa Fe siendo un niño aún, y pasó su adolescencia en la frontera con los indígenas del Chaco.

## Las guerras de independencia
En 1811 se incorporó al ejército de la Banda Oriental, combatió en la batalla de Las Piedras y participó en el sitio de Montevideo.
Después fue enviado al Ejército del Norte, en el que, a las órdenes del general Manuel Belgrano, combatió en las batallas de Tucumán y Salta, como jefe de la reserva de artillería. Hizo la segunda y la tercera campañas al Alto Perú, y luchó en Vilcapugio, Ayohuma y Sipe Sipe. Fue uno de los hombres de confianza del general José de San Martín en su corto paso por el Ejército del Norte.
En diciembre de 1814 participó del motín contra la autoridad del general Alvear, y al mes siguiente fue de los oficiales que desconoció públicamente a este como Director Supremo.

## Gobierno riojano y guerras civiles
En diciembre de 1816 fue nombrado teniente de gobernador de La Rioja por influencia de San Martín, principalmente para aplacar los ánimos tras el fracaso de la rebelión federal de ese año. Ayudó a formar la división riojana que hizo la campaña a Chile por Copiapó, cuya formación fue encargada a la poderosa familia Dávila. Dejó el cargo a mediados de 1817.
Regresó al Ejército del Norte y fue ascendido a coronel. Cuando estalló el motín de Arequito, permaneció leal al general Cruz. Fue uno de los pocos oficiales que permanecieron junto a este, que no fueron arrestados por orden de Bustos.
En 1823 era el jefe del regimiento de infantería número 1 y dirigió la represión de la revolución de Tagle, cuyos jefes militares fueron los coroneles Rufino Bauzá y José María Urien. En el apuro, dio la orden de disparar sin tomar la precaución de salirse de la línea de fuego, y fue seriamente herido.
En 1825 fue coronel del Regimiento de Cazadores de Infantería y, por un corto tiempo, diputado por Buenos Aires al Congreso Nacional.

## Guerra del Brasil
En 1826 fue ascendido a general y nombrado Jefe de Estado Mayor del Ejército de Operaciones en la guerra del Brasil. Pero el general Alvear no lo llevó a la campaña que terminó en la batalla de Ituzaingó, sino que le encomendó el mando del sitio de la ciudad de Montevideo, que seguía en manos brasileñas. La enorme superioridad numérica en infantería y en armamento de los brasileños impidió que lograra éxito alguno.
En junio de 1827 obtuvo su retiro y regresó a Buenos Aires.

## Últimos años
En 1829 se unió a la revolución de Juan Lavalle. Este lo nombró jefe del Regimiento de Milicias de Infantería, pero no luchó en la guerra civil. Tenía relativamente buenas relaciones con el jefe enemigo, Juan Manuel de Rosas. Cuando este venció y fue nombrado gobernador, confirmó a Martínez en su grado de general. Más tarde fue jefe de Estado Mayor del ejército de la provincia de Buenos Aires.
Tras la Revolución de los Restauradores, emigró a Montevideo hacia 1834. Regresó a Buenos Aires en 1839, pero no volvió a tener mando militar.
Falleció en Buenos Aires en abril de 1856.